# Damnacanthus
Damnacanthus là một chi thực vật có hoa trong họ Thiến thảo (Rubiaceae).

## Loài
Chi Damnacanthus gồm các loài: